# Woman Picking Up Skirt
Woman Picking Up Skirt (em tradução livre, Mulher pegando a saia ) é um filme mudo inglês em curta-metragem realizado em 1887, parte do estudo do inventor e fotógrafo britânico Eadweard Muybridge à respeito do movimento dos seres.
Não se trata de um filme como entendemos hoje, mas de uma sequência de fotografias de apenas alguns segundos, dispostas de forma a criar a impressão de movimento.

## Sinopse
Uma série de imagens de uma moça nua pegando uma saia translúcida do chão. O autor alegava que a ausência de roupas e outros adornos tornava a locomoção humana mais fácil de ser estudada.